# 大水湾陈氏大厝
大水湾陈氏大厝，位于中国福建省三明市沙县区虬江街道茶丰峡村，又称“孝子坊”大院，平面方型，坐南朝北，占地面积约8980平方米。主院由封火山墙围护的左、中、右三列院落组成，正堂明间为七架抬梁，次间为穿斗式；其余各堂明间设厅，次间置耳房，穿斗式构架，悬山顶。主院之内，木雕精美；院墙外，各建两排护厝及外院墙，西南角山边建有碉楼，用于防御、瞭望。2009年11月16日公布为第七批福建省文物保护单位。